# Изер (приток Роны)
Изе́р (фр. Isère), река на юго-востоке Франции, левый приток Роны. Длина 290 км, площадь бассейна 11,8 тыс. км². Средний расход воды — 330 м³/с.
Изер берёт начало в Грайских Альпах, на границе с Италией, рядом с известным горнолыжным курортом Валь-д’Изер. Река пересекает Савойские Альпы в глубокой долине Тарантез, в среднем течении протекает в троговой долине Грезиводан. Впадает в Рону в городке Пон-де-Изере, в нескольких километрах севернее Валанса.
Питание реки смешанное снежно-дождевое, характерно летнее половодье.
На реке и её притоках — водохранилища и ГЭС. Река судоходна на 155 км выше устья. На Изере расположены города Альбервиль, Гренобль.
В честь Изера назван астероид (364) Изара, открытый в 1893 году.